# Gustav Fehrenbach
Gustav Fehrenbach (* 17. Februar 1925 in Lörrach; † 6. Mai 2001 in Kronberg im Taunus) war ein deutscher Gewerkschafter und stellvertretender Vorsitzenden des DGB.

## Werdegang
1939 begann Fehrenbach eine Lehre bei der Post. Ab 1942 hatte er Kriegsdienst zu leisten. 1945, nach Entlassung aus amerikanischer Kriegsgefangenschaft, kehrte er zur Post zurück.
1945 wurde er Mitglied der neu gegründeten Deutschen Postgewerkschaft. 1946 wurde er Betriebsratsvorsitzender eines Postamtes. 1948 stieg er in den mittleren und 1955 in den gehobenen Postdienst auf. Seit 1953 war er Mitglied der CSU und seit 1966 Mitglied der CDU. Er hat seine eigene Partei nicht geschont, wenn er die Interessen der Arbeitnehmerinnen und Arbeitnehmer gefährdet sah. Ob in der Beamtenpolitik, der Bildungspolitik oder der Auseinandersetzung um den Streikparagraphen 116, Gustl Fehrenbach nahm kein Blatt vor den Mund.
Seit 1971 war Fehrenbach stellvertretender Vorsitzender der Deutschen Postgewerkschaft. 1982 wurde er zum stellvertretenden Vorsitzenden des DGB gewählt. Dies blieb er bis 1990.

## Ehrungen
- 1990: Großes Verdienstkreuz mit Stern der Bundesrepublik Deutschland